# Lampides typicafasciata
Lampides typicafasciata är en fjärilsart som beskrevs av Tutt 1907. Lampides typicafasciata ingår i släktet Lampides och familjen juvelvingar. Inga underarter finns listade i Catalogue of Life.